# Огайо (река)
Огайо (англ. Ohio River) — река на востоке США, левый и самый полноводный приток Миссисипи. Протекает по штатам Пенсильвания, Огайо, Западная Виргиния, Кентукки, Индиана и Иллинойс. Название ирокезского происхождения, в оригинале означает «Большая река». В ряде дореволюционных источников, например в «ЭСБЕ», описывается как Охайо.

## Гидрология

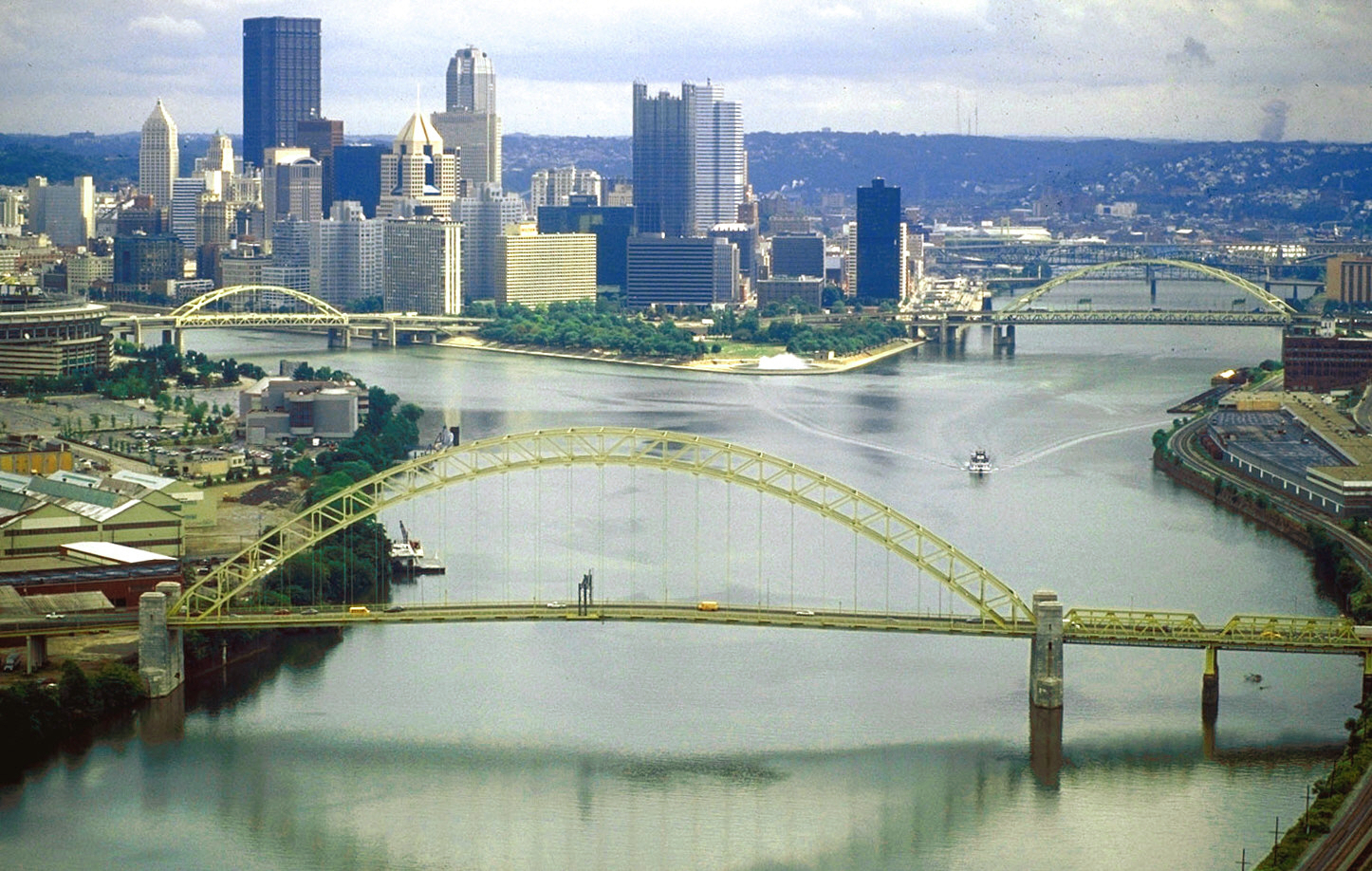
Образование Огайо слиянием рек Аллегейни и Мононгахела в Питтсбурге

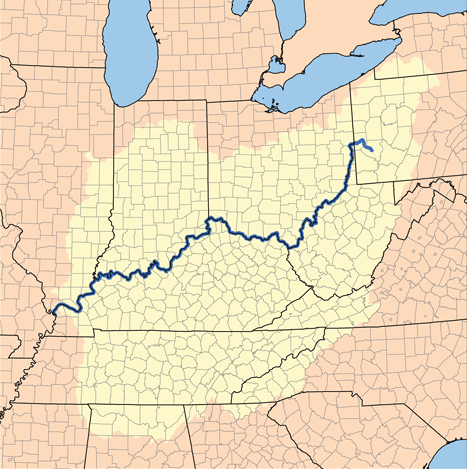
Бассейн реки Огайо

Длина реки Огайо 1579 км. Река образуется возле Питтсбурга, слиянием рек Аллегейни и Мононгахила. До Луисвилла в штате Огайо русло проходит по Аппалачскому плато, затем по Центральным равнинам. Вытекает из Пенсильвании в северо-западном направлении, затем в основном течёт на юго-запад до впадения в Миссисипи у города Кейро (Иллинойс). По руслу Огайо проходят границы между штатами Огайо и Западная Виргиния, Огайо и Кентукки, Кентукки и Индиана, Кентукки и Иллинойс.
Долина реки узкая, в среднем менее 0,8 км между Питтсбургом и Уилингом (Западная Виргиния), 1,6 км между Цинциннати и Луисвиллом и чуть больше ниже Луисвилла. Течение равнинное, общий перепад высот 130 м. Единственный участок со значительным перепадом высот — водопад Огайо в Луисвилле (7 м за 4 км). Средняя глубина — 24 фута (7,3 м), максимальная, у Луисвилла, 130 футов (40 м). Площадь бассейна 528,1 тыс. км². В бассейне расположены крупные водохранилища на реках Теннесси и Камберленд, а также на притоках Грин-Ривер. Среднемноголетний расход воды у города Метрополис 7750 м³/сек, годовой сток 244 км³. Высота воды сезонная: более полноводный сезон с декабря по май, маловодный с июня по ноябрь (соответственно 74 % и 26 % годового стока), месячные колебания стока от 3 % годового в сентябре до 16 % в марте. Наибольшие подъёмы воды у Питтсбурга (10‒12 м), у Цинциннати (17‒20 м), в устье (14‒16 м). Периодически наблюдаются сильные наводнения, в 1884, 1913, 1933, 1937, 1945, 1964, 1977 годах приобретавшие катастрофический масштаб (после наводнений 1889 года у Джонстауна (Пенсильвания) и 1937 года у Портсмута (Огайо) на реке предпринято строительство противопаводочных дамб).
Воды Огайо загрязнены стоками промышленных предприятий. Согласно национальным отчётам за 2010 и 2013 годы, это была река с самым высоким уровнем загрязнения в США. В первом случае на долю Огайо приходились 32 млн фунтов токсичных отходов из 226 миллионов в целом по стране, а во втором Огайо с 24 млн фунтов отходов более чем вдвое превосходила занимавшую второе место Миссисипи.

### Питание
Питание смешанное, в основном снеговое и дождевое. Крупнейшие притоки:
- Правые (южные)[1][4]: Маскингум, Хокинг, Сайото, Грейт-Майами с Уайтуотером, Уобаш и Салин;
- Левые (северные)[1][4]: Литл-Канова, Канова, Гайандотт, Биг-Сэнди, Ликинг, Кентукки, Грин-Ривер, Трейдуотер, Камберленд и Теннесси.

### Города на реке
На реке Огайо много крупных городов. Наиболее значительные из которых, помимо Питтсбурга, Уилинга, Цинциннати, Луисвилла и Кейро, включают Стейбенвилл, Мариэтту, Галлиполис и Портсмут в штате Огайо; Мадисон, Нью-Олбани, Эвансвилл и Маунт-Вернон в Индиане; Паркерсберг и Хантингтон в Западной Виргинии; Ашленд, Ковингтон, Оуэнсборо и Падьюка.

## Судоходство
Река шлюзована и судоходна на всём протяжении (гарантийная глубина судового хода 9 футов (2,7 м)). Для обеспечения судоходных глубин (в том числе в районе водопада Огайо в Луисвилле) на реке построен каскад гидроузлов (см. Список шлюзов и плотин реки Огайо). Общая длина водных путей в бассейне Огайо около 4000 км. Суммарный объём коммерческих перевозок по Огайо вырос с 5 млн т в 1917 году до более чем 230 млн т к концу 2010-х годов.
В бассейне реки крупные ГЭС, большая часть которых находится на реке Теннесси. На самой Огайо гидроэлектрические сооружения долгое время оставались относительно неразвитыми, и к середине 2010-х годов их общая мощность составляла менее 250 МВт. С целью увеличения гидроэлектрического потенциала реки Огайо в это время началась перестройка ряда существующих на ней плотин, ранее не выполнявших функций ГЭС, с расчётом, что уже к 2016 году это позволит увеличить мощность до 554 МВт.

## Мосты
- Железнодорожный мост Биг-Фор[англ.] длиной 770 метров соединяет города Луисвилл штата Кентукки и Джефферсонвилл штата Индиана. Открылся в 1895 году и использовался по назначению вплоть до 1969 года. Сразу после закрытия два крайних пролёта, по одному с каждой стороны, были демонтированы и проданы на металлолом. В 2014 году мост открылся заново, теперь для движения только пешеходов и велосипедистов[8]. В связи с незавершённостью конструкции с 1969 по 2014 год носил прозвище «мост в никуда».
- В 1928 году над рекой был построен мост, соединяющий Пойнт-Плезант (Западная Виргиния) и Галлиполис (Огайо).

## В астрономии
В честь Огайо назван астероид (439) Огайо, открытый в 1898 году.

## Галерея

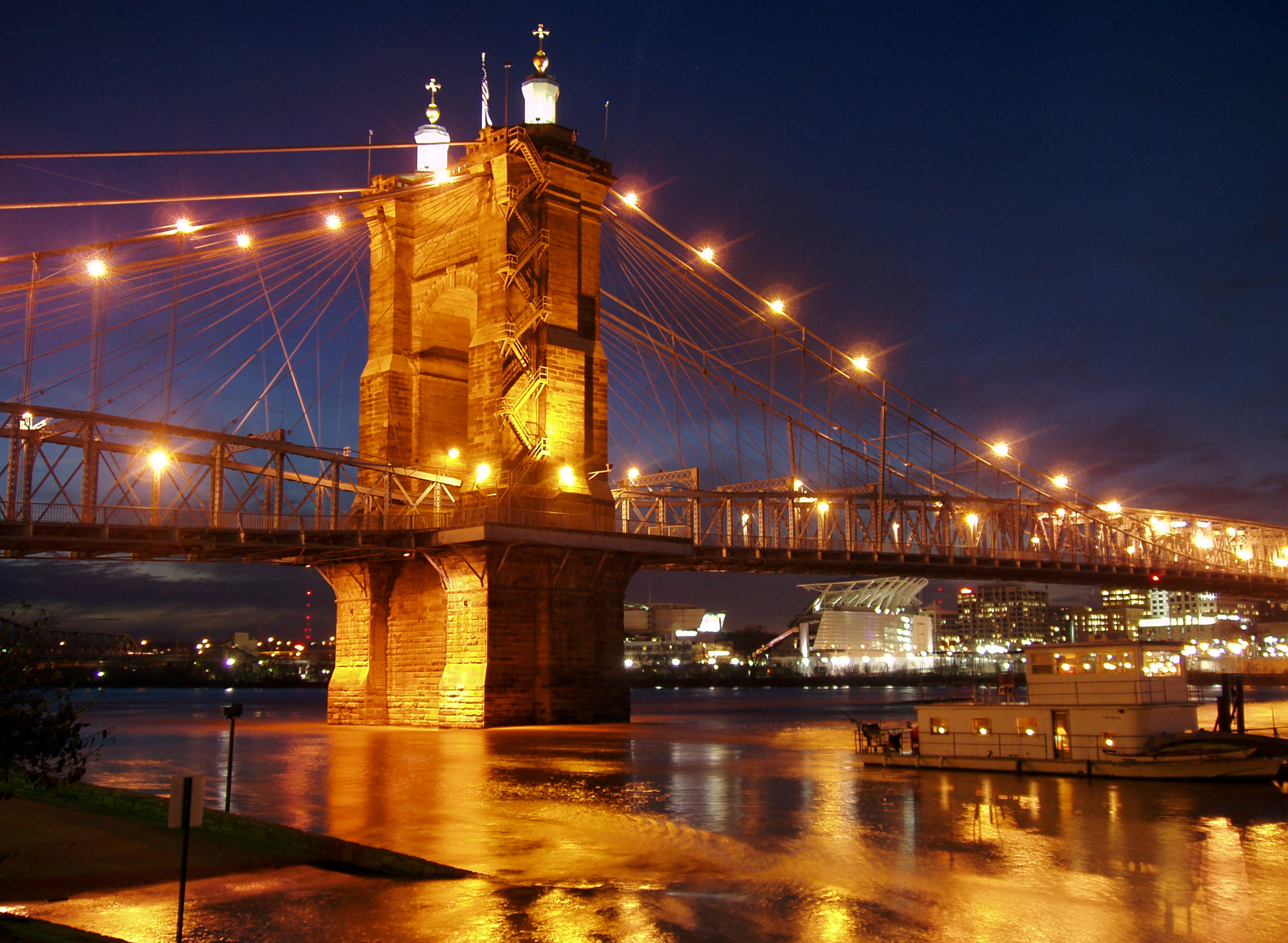
Подвесной мост через Огайо
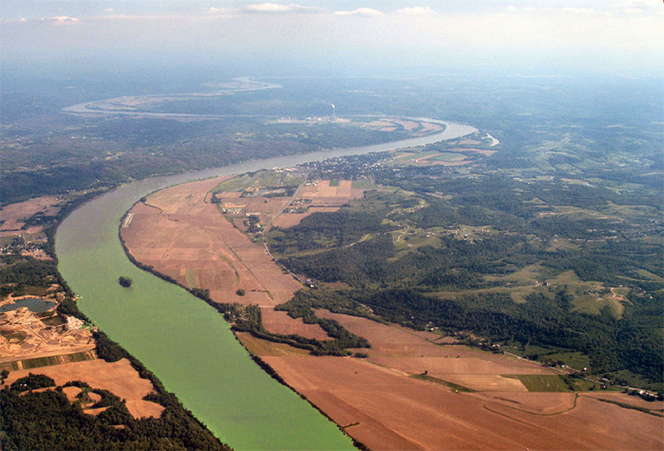
Огайо с высоты птичьего полёта